# طارق اواکوه
طارق اواکوه (انگلیسی: Tariq Uwakwe؛ زادهٔ ۱۹ نوامبر ۱۹۹۹) بازیکن فوتبال است.
وی همچنین در تیم‌های ملی فوتبال زیر ۱۹ سال انگلستان و زیر ۲۰ سال انگلستان بازی کرده‌است.